# SGI Indy

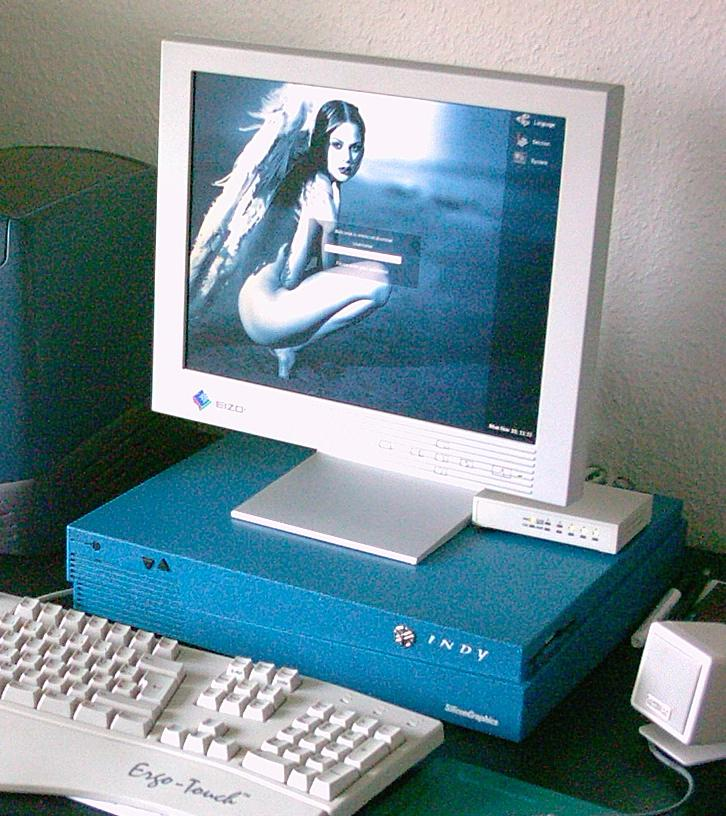
Une station de travail SGI Indy.

La SGI Indy, nom de code Guinness, est une station de travail Unix bas de gamme introduite le 12 juillet 1993. Développé et fabriqué par Silicon Graphics (SGI), elle est le résultat de la tentative de la société d'obtenir une part de la conception assistée par ordinateur (CAO), l'édition assistée par ordinateur et le multimédia. Son exploitation est arrêtée le 30 juin 1997 et le support a pris fin le 31 décembre 2011,,,,.

## Matériel
La SGI Indy fonctionne avec un microprocesseur MIPS.